# Notafilie

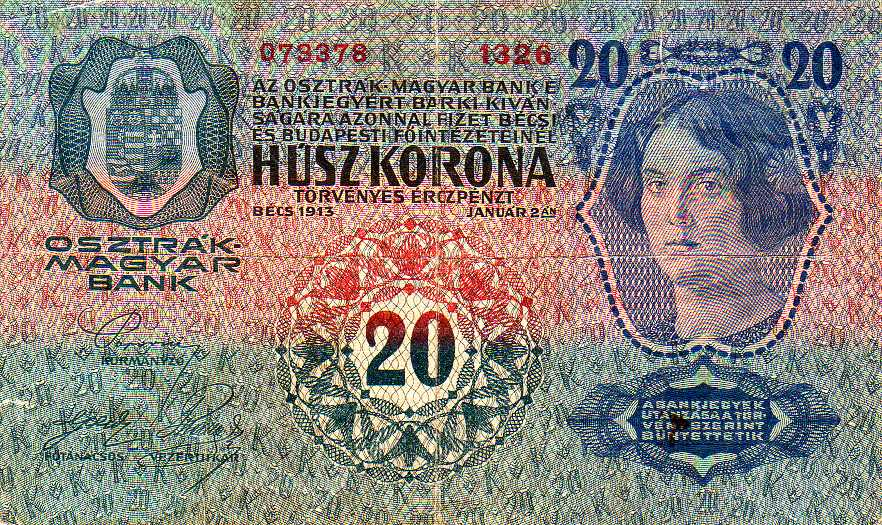
Rakousko-uherská bankovka

Notafilie je sběratelský obor, který se věnuje sběratelství papírových platidel (bankovek či státovek), a nauka o nich. Sběratelství papírových platidel lze rozdělit do dvou časových rovin; do roku 1960 a od roku 1961 do současnosti. Samostatnou vědní disciplínou, nikoli dříve označovanou za pomocnou vědu historickou, je numismatika. V současné době je notafilie řazena na roveň numismatiky, tedy nikoli jako sběratelská disciplína včleněná do oblasti numismatiky. V některých případech je chybně notafilie zahrnuta pod pojem numismatika, přestože se notafilie zabývá zcela jiným druhem platidel; papírovými penězi. Bankovní papír je v posledních letech často nahrazován plastickou (polymerové bankovky) či hybridní (hybridní bankovky) bankovní hmotou.
Lidé pravděpodobně bankovky sbírali od té doby, co byly zavedeny, k většímu a systematickému rozvoji notafilie však došlo až v 60. a 70. letech 20. století. V roce 1961 byla založena společnost The International Banknote Society (IBNS), mezinárodní organizace sběratelů bankovek. V České republice zastřešuje notafilii Česká numismatická společnost (ČNS) založená roku 1919.

## Historie

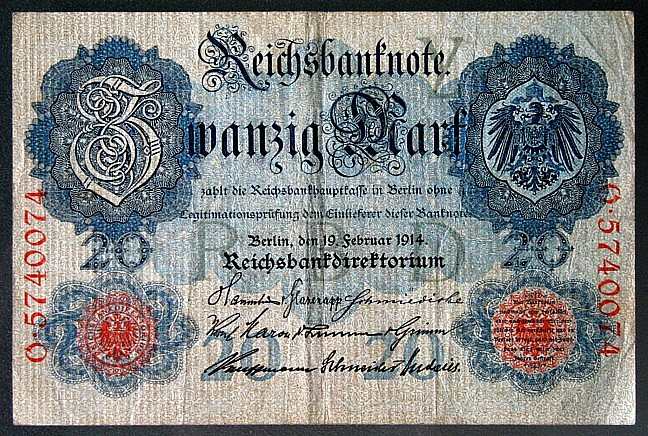
Ukázka staré bankovky

Notafilie je stejně jako numismatika jednou z pomocných věd historických. Je však nesrovnatelně mladší, protože první bankovky se začaly objevovat až v 17. století. V té době byly bankovky stvrzenkami, že má držitel bankovky uložené zlato u banky, jež bankovky vydala. Bankovky byly tímto jakýmsi certifikátem o držení zlata a nešlo přímo o peníze. Postupně se tato forma vytratila a z bankovek se stalo zákonné platidlo, ale existoval systém tzv. zlatého standardu, který deklaroval směnitelnost bankovek za zlato. Tento systém byl opuštěn po druhé světové válce a jednou z posledních velmocí, u níž tento systém fungoval, bylo USA, kde byl zrušen výnosem prezidenta Richarda Nixona roku 1971. V současné době nikde na světě neexistuje systém 100% směnitelnosti bankovek za zlato. Pouze ve Švýcarsku je bankovka ekvivalentem 40 % své ceny ve zlatě.

## Sbírání bankovek
Bankovky se hodnotí podle stupně své zachovalosti:
- N oboustranně bezvadně zachovalý exemplář, dosud neobíhající, bez jakýchkoliv přehybů, ulámaných růžků, bez skvrn, nepošpiněný UNC
- 0 nepatrné vady (např. ulámané růžky) bez přehybů AU
- 1 velmi krásný, čistý, neznatelně přeložený (nejvýš 1x) XF
- 2 krásný, nepatrně přeložený, nejvýše jeden ostrý přehyb v hlavním směru, další přehyby slabé. Olámané rohy, menší nečistotu i

nepatrné odření lze tolerovat. Neprodřený či jinak poškozený (natržení nebo nastřižení není přípustné) VF
- 3 dobrý, průměrně zachovalý, přehyby v obou směrech, jinak bez poškození, nenatržený, průměrně pošpiněný, v místech přehybů slabě odřený, nikoliv prodřený VG
- 4 méně zachovalý, silněji překládaný, vydřená místa v přehybu, silněji pošpiněný, nepatrně natržený, ulámané či částečně chybějící rohy, poškozený G
- 5 velmi špatný, silně překládaný, silně znečištěný, silně poškozený, natržený, či dokonce roztržený, odřený, chybějící části a rohy POOR

## České bankovky

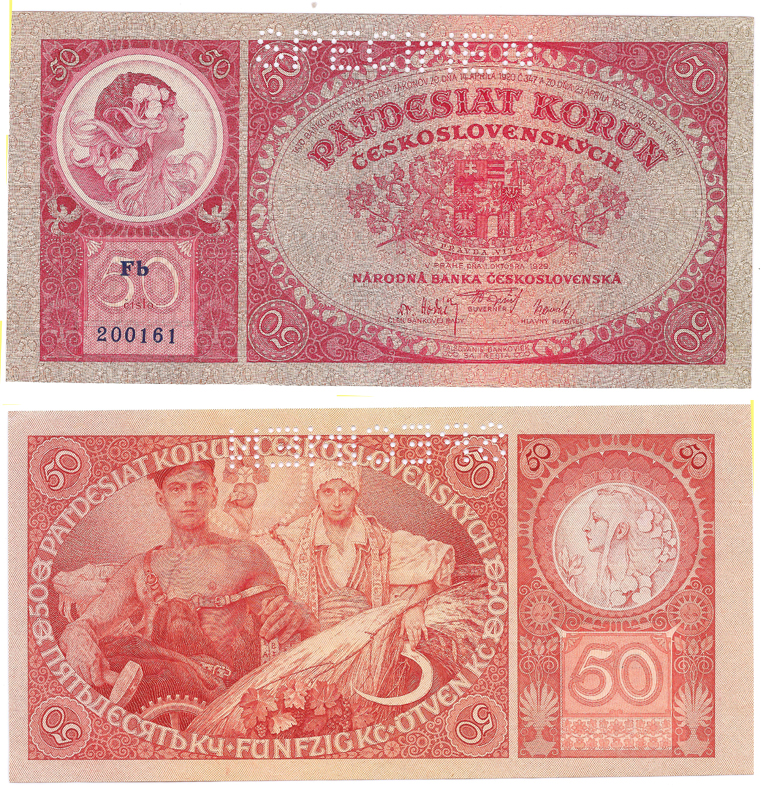
Československo 1929

V současné době jsou za nejcennější papírová platidla v historii českých zemí považovány bankovky I. a II. emise 1.Československé republiky, které ale ještě nebyly bankovkami, protože byly vydávány vládou a bývají označovány jako státovky. Na návrzích těchto bankovek, které byly a jsou považovány za skvosty meziválečné tvorby na celém světě, se podíleli přední umělci té doby (Alfons Mucha, Max Švabinský, Otto Gutfreund - spíše mince...) Za nejvzácnější bankovku je považována 5000 Kč z roku 1919, jež je známa jen ve 26 pravých exemplářích.

## Významní notafilisté
Mezi nejvýznamnější české badatele v oblasti notafilie patří především okruh někdejších pracovníků národní banky. Jedním z prvních byl na přelomu 60. a 70. let Julius Sém. Významně přispěl k popularizaci sběratelství bankovek. Sém dlouhá léta pracoval v centrální bance v sekci ochrany platidel a platebního styku. Vydal několik publikací a zasloužil se o založení Klubu sběratelů papírových platidel při České numismatické společnosti. Za jeho nejvýznamnější publikaci je považována kniha Poznáváme a sbíráme papírové peníze z roku 1974, která je do současnosti vedle nových publikací mezi sběrateli bankovek nejžádanější knihou.
- Leopold Surga – pracoval jako vedoucí sekce ochrany platidel a platebního styku v době měnové odluky se Slovenskem. Je autorem několika publikací, jako České bankovky a mince 1993–2012, Bankovky a mince České národní banky 1993–1994 atd.
- Jaroslav Moravec – je dlouholetým zaměstnancem České národní banky, kde od roku 2012 zastává post vedoucího sekce ochrany platidel. Je autorem desítek odborných článků, které vyšly jak doma, tak v zahraničí. V Čechách dlouhá léta publikuje v odborných časopisech Merkur revue a Mince & Bankovky.
- Jan Bajer – dlouholetý šéfredaktor časopisu Bankovka a Notafilie, kde publikuje odborné články především z oblasti české a československé notafilie. Je autorem i mnoha knih, mimo jiné u nás nejpopulárnějšího katalogu Papírová platidla Československa. Za svou publikační a spolkovou činnost obdržel titul čestného člena České numismatické společnosti.
- Jaroslav Šůla – historik působící v letech 1960–1980 v krajském muzeu v Hradci Králové. Autor monografií o peněžním oběhu, člen královéhradecké pobočky České numismatické společnosti a šéfredaktor Sběratelských zpráv.
- Miloš Kudweis se zabývá především notafilií afrických, asijských a arabsky hovořících zemí. Je korektorem světově nejrozšířenějšího katalogu papírových platidel Standard Catalog of World Paper Money a autorem mnoha článků.Podílel se na katalogizaci bankovek měnových unií Afriky a moderních bankovek Thajska. Spolupracuje na online katalozích bankovek v USA a Portugalsku.Ve své práci se nejvíce věnuje metalografice bankovek. V současné době již několik let publikuje odborné články v časopise Mince & Bankovky.
- Jan Schönfeld – dlouholetý autor časopisu Mince & Bankovky. Zabývá se především měnovou historií papírových platidel Československa a Německa. Je členem České numismatické společnosti v Teplicích, kde roku 2016 spolupořádal s Petrem Divišem výstavu o československých platidlech. Spoluautor pamětní bankovky vydanou ČNS Teplice, spoluautor výstavy bankovek na zámku ve Šluknově 2020
- Petr Diviš – sběratel papírových platidel světa, spoluautor výstavy bankovek v teplickém muzeu v roce 2016. Člen České numismatické společnosti v Teplicích a autor článků v časopise Mince & Bankovky. Nálezce varianty bílého kolku na 100 Kčs/1961. Spoluautor pamětní bankovky vydanou ČNS Teplice. Podílel se při evidování bankovek v katalogu papírových platidel Standard Catalog of World Paper Money /24. a 25.edice/. Spoluautor výstavy bankovek na zámku ve Šluknově 2020
- Albert Pick – významný německý numismatik, mimo jiné autor katalogu Standard Catalog of World Paper Money. Zemřel 22. listopadu 2015.
- Holger Rosenberg – přední německý notafil a autor nejpopulárnějšího katalogu německých platidel Die Deutschen Banknoten. Zemřel na jaře roku 2001.
- Hans-Ludwig Grabowski – spoluautor a pokračovatel katalogu Holgera Rosenberga Die Deutschen Banknoten. Kromě toho vydává a publikuje další příspěvky o německých platidlech. V současnosti je považován za jednoho z nejvýznamnějšího německých notafilů.